# Charles Sorel
Pour les articles homonymes, voir Sorel.
Œuvres principales
- Histoire comique de Francion
- La Science universelle
- Le Berger extravagant

Charles Sorel (né à Paris en 1582, 1597, 1599 ou 1602, mort dans la même ville le 7 mars 1674), est un romancier et écrivain français du XVIIe siècle.

## Biographie
La date de naissance de Charles Sorel n'est pas connue. Ni Ann Moss (Les Recueils de lieux communs…, 2002), ni Isabelle Diu (Mémoire des chevaliers…, 2007) ne justifient la date qu’elles donnent pour la naissance de Sorel. On ne peut donc en tenir compte. Plus prudemment, Victor Fournel dans la Nouvelle biographie générale, XLIV (1865), propose « vers 1597 » (mais ne dit pas comment il a calculé cette date). L’âge au décès, « 72 ans » en 1674, le ferait naître en 1602, mais ces données sont souvent approximatives. Plus intéressante est la lettre de Guy Patin, ami de Sorel, qui le dit âgé de 54 ans en 1653 (voir note 4), ce qui le ferait naître vers 1599, avec, ici aussi, une petite incertitude. Mais c’est sans doute la date la plus approchante.
Charles Sorel est issu d'une famille de magistrats vraisemblablement d'origine champenoise. Son grand-père était magistrat dans une ville de Picardie. Après avoir peut-être servi dans les troupes de la Ligue, son père s'est établi à Paris, où il a acheté une étude de Procureur du Parlement, et épousé une sœur de Charles Bernard, lecteur de Louis XIII et premier historiographe de France, dont il eut deux enfants : Charles et Françoise. La date de naissance de Sorel est mise en doute. Elle est fondée sur son acte de décès mais impliquerait qu'il ait écrit L'Histoire comique de Francion à l'âge de vingt ans. Charles Sorel fait ses études dans un collège parisien, peut-être le collège de Lisieux.
Son père l'aurait poussé à entreprendre des études de droit mais ses premiers écrits semblent indiquer une volonté de s'introduire à la Cour. On dispose d'assez peu d'informations biographiques mais Émile Roy affirme sans le prouver qu'il est secrétaire ou « domestique » du comte de Cramail en 1621, avant de s'attacher au comte de Marcilly en 1622 puis au comte de Barradas, auquel il dédie L'Orphise de Chrysante. Il participe en 1623 à la composition du livret du Ballet des Bacchanales aux côtés de Théophile de Viau, Boisrobert, Saint-Amant et Du Vivier. Il fréquente donc les milieux libertins.
Polygraphe, il alterne œuvres de fiction et œuvres d'érudition. Il affiche dès 1628 une ambition d'historien avec la publication de l'Avertissement sur l'histoire de la monarchie française qui dénonce les légendes et les mythes qui farcissent les histoires de France aux siècles précédents. Il professe la volonté d'écrire une nouvelle histoire qui allie véracité et qualité du style. Ce vaste projet ne sera jamais réalisé, mais Sorel rachète en 1636 à son oncle maternel Charles Bernard la charge de premier historiographe de France. Il continuera d'écrire tout au long de sa vie des traités historiques et des pièces de circonstance mais sans aucun apport notable.
La suppression des charges d'historiographe en 1663 par Colbert l'oblige à vendre la maison familiale et à se retirer chez un de ses neveux, Simon de Riencourt, auteur d'un Abrégé chronologique de l'Histoire de France en 1665. Il y meurt en 1674 en bon chrétien, ayant apparemment renié les idées libertines de sa jeunesse.

## Œuvre romanesque

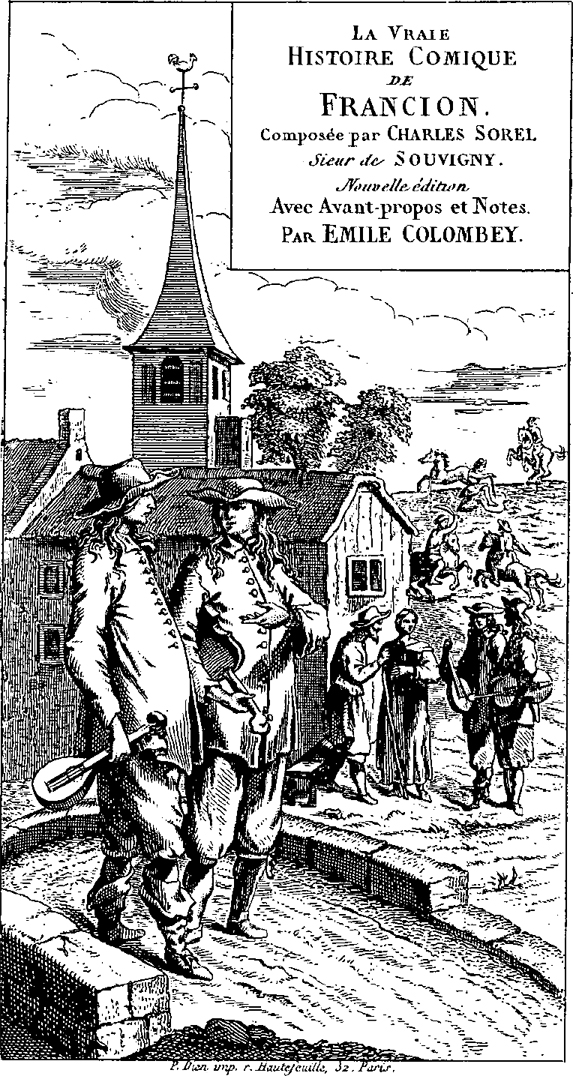
Charles Sorel :
La Vraie Histoire comique de Francion (édition de 1858).

L'ensemble de son œuvre romanesque comique et satirique a été publiée anonymement ou sous des pseudonymes. Sorel souhaitait en effet donner de lui-même une image d'érudit qui se combinait mal avec la reconnaissance auctoriale de tels ouvrages. Cependant il laisse à l'intérieur d'autres œuvres les indices permettant d'identifier les œuvres qui lui tiennent le plus à cœur.

Il publie en 1621 L'Histoire de Cléagénor et de Doristée, puis en 1622 Le Palais d'Angélie, recueil d'histoires dans la tradition du Décaméron. Il reprend en 1623 le principe de l'écriture de nouvelles avec la publication des Nouvelles françaises. Ce recueil de cinq nouvelles assez longues s'inscrit dans la lignée des Nouvelles exemplaires de Cervantes. Elles constituent une étape importante dans l'évolution du genre dans la mesure où elles s'éloignent à la fois de la longueur démesurée des romans et de la très grande brièveté des fabliaux médiévaux, tout en racontant des histoires sérieuses et non simplement amusantes. 

Mais 1623 est surtout l'année de publication de son œuvre romanesque la plus connue et la plus reconnue : L'Histoire comique de Francion, publiée d'abord en sept livres, revue et allongée en onze livres en 1626, puis en douze livres en 1633. Cette œuvre constitue l'une des premières histoires comiques à la française et restera l'un des chefs-d'œuvre du genre. Sorel y tourne en ridicule les romans héroïques et propose une satire parfois vive de la société de son temps.

Il met en place dans le Francion une réflexion sur l'écriture romanesque qui sera reprise et développée dans Le Berger extravagant en 1627, sous-titré Anti-Roman en 1633. Il s'agit d'un roman burlesque, où le fils d'un marchand parisien, l'esprit perturbé par la lecture excessive de bergeries inspirées de L'Astrée, se choisit une maîtresse peu avenante, et devient le pasteur d'une douzaine de moutons sur les bords de la Seine. Sorel nous livre ici une satire efficace, proche de la farce, du roman pastoral.

En 1640, il publie sous son nom un roman allégorique, La Solitude ou l'Amour philosophique de Cléomède, qui comprend une adaptation fictionnelle de La Science universelle, mais aussi un récit historique qui suggère de façon ambiguë que les Sorel sont d'origine illustre.
Il reviendra au genre de la nouvelle en 1642 avec La Maison des jeux.
Enfin, sa dernière tentative dans le domaine de la fiction sera le Polyandre, roman comique en 1648. Ce roman tente de proposer une peinture de la société parisienne à travers quelques personnages très typés. Il restera inachevé.

## Ouvrages érudits
Outre quelques écrits à prétention historique, Sorel produit divers ouvrages relevant de l'érudition.

### La Science universelle
Cette entreprise est probablement celle à laquelle Sorel a consacré le plus de travail et qui lui tenait le plus à cœur, comme en témoigne notamment le chapitre qu'il lui consacre dans La Bibliothèque française ainsi que les multiples éditions qu'il en a fait faire. L'ouvrage commence par la publication en 1634 de La science des choses corporelles, un volume sans nom d'auteur, mais dont le verso de la page de titre porte « Carolo Sorello, novae encyclopaediae assertori dignissimo » (« À Charles Sorel, très digne libérateur de la nouvelle encyclopédie »), dédicace qui rend manifeste la vocation encyclopédique de l'ouvrage.
Sorel, toutefois, qui connaît bien les encyclopédies des siècles précédents et qui leur consacrera une large section dans le quatrième volume de La Science universelle, se défend dans son avant-propos d'avoir voulu compiler à leur manière un abrégé des sciences. Il se moque particulièrement des ouvrages en latin qui ne font que répéter ce qu'ont dit les auteurs anciens — une critique qui revient encore dans La Bibliothèque française, où il déplore que certains n'aient eu « fiance jusques icy qu'en ce qui est écrit en latin, ou en ce qui est traduit du latin » (p. 448). Pour lui, « il importe de séparer ce qu'il nomme « la véritable science » et « le vrai savoir » de toutes les impostures, celles de la doxa comme celles de la naïve crédulité». Son entreprise est marquée par le désir de soumettre les savoirs « au crible de la raison moderne — celle de Francis Bacon et de son souci de l'expérience ». Bref, Sorel veut « donner une doctrine qui soit appuyée sur la raison et l'expérience ».
Il critique les « escholes » où l'on n'apprend rien que « deux ou trois langages qui n'ont plus cours avec quelques antiquitez inutiles», et où « la plupart s'employent plutôt à charger leur mémoire qu'à fortifier leur jugement». Au contraire de ces pratiques, il faut tendre à s'assimiler le véritable savoir, car « si nous voulons être parfaitement heureux, il ne faut rien ignorer de ce qui se peut savoir». Pour cela, il faut réaliser « une parfaite Encyclopédie, ou un cercle & enchaisnement de toutes les Sciences et de tous les Arts», car « Quiconque possédera la science universelle […] pourra parler et écrire sur le champ de quelque sujet que ce soit […] ce sera lui l'homme parfait».
Le volume II, intitulé De l'Être et des Propriétés des Choses Corporelles, paraît en 1637. Il est suivi en 1641 par De l'Usage, & de la Melioration et Perfection ou Imitation des choses Corporelles & des choses Spirituelles. Ces trois premiers volumes sont réédités avec un quatrième en 1644, intitulé De l'Usage des Idées, ou de l'origine des Sciences & des Arts, & de leur Enchainement. Du Langage, de l'Écriture, & des Chiffres. L'ensemble des quatre volumes, publié sous le titre général La Science universelle, connaîtra trois éditions jusqu'en 1667, selon Sorel, et une quatrième en 1668.
Malheureusement, la démarche de Sorel est entachée de naïveté et de sérieuses lacunes au point de vue scientifique. Particulièrement préoccupé de la liaison des sciences et des arts, il cherche à ordonner les connaissances de façon parfaitement logique, persuadé que tout s'enchaîne à partir d'un principe premier. Il s'en explique ainsi :
« Un écrivain de ce siècle […] s'étant imaginé qu'il y avoit une Science universelle qui comprenoit toutes les autres, s'est employé à la rechercher pour sa propre utilité et pour celle d'autruy. N'ayant rencontré nulle part ce qu'il dsiroit, qui estoit de voir cecy reduit à un ordre le plus naturel qu'on se pûst imaginer, il y a travaillé selon l'idée qui luy en est venue en l'esprit. »
Cette recherche des principes premiers amène l'auteur à se demander ce que sont les caractéristiques de la « vraye Eau», du « vray Feu», de la « vraye terre». Ailleurs, il s'efforce de démontrer que « Tous les corps simples sont blancs, y compris la Terre». Cette quête l'amène aussi à soutenir que l'air n'est qu'une « humidité étendue qui s'épaissit après en eau».
Écrivant un siècle après la parution de l'ouvrage majeur de Copernic — dont la thèse héliocentrique sera confirmée par les observations de Galilée —, Sorel préfère toutefois s'en tenir à la position de l'Église et rejette catégoriquement l'opinion « des astronomes et des philosophes qui publiant une vieille opinion renouvelée ont voulu nous persuader que le soleil est immobile et que c'est la Terre qui tourne». De même, il désigne comme « des philosophes vulgaires » ceux qui attribuent les marées à l'action de la lune.

### Jugement de la postérité
Dans son Roman bourgeois, Furetière dénoncera l'ambition savante de Sorel, caricaturé sous le nom de « Charoselles », comme une forme de vain pédantisme. La Science universelle est cependant un ouvrage précieux pour ce qu'il montre de l'état de la doxa et de la lente progression de l'esprit des Lumières au milieu du XVIIe siècle. Il constitue aussi un jalon dans le développement des encyclopédies, le discours suivi adopté par Sorel étant à l'extrême opposé de l'organisation alphabétique qui s'imposera par la suite, notamment dans Le Grand dictionnaire historique de Moreri dont le premier volume parait en 1674.
Si l'ambition de Sorel nous semble aujourd'hui dérisoire, elle était encore parfaitement recevable à l'époque où cet ouvrage a été rédigé. Comme le note Frédéric Loliée : 
« Jadis, quand un cerveau puissant s'était incorporé un nombre déterminé de faits, de pensées de mots et de formes, quand il dominait de toute cette masse acquise l'étroitesse des connaissances de son temps, il lui était permis de se demander à lui-même sans trop de faste et sans trop de présomption s'il n'avait pas véritablement réalisé le but irréalisable de l'ambition intellectuelle, s'il n'avait pas atteint le De omni re scibili. Il n'y a pas deux siècles, on croyait encore à la merveille du savant universel. »

### Ouvrages bibliographiques
Ses connaissances bibliographiques lui permettent d'écrire deux ouvrages fort utiles pour ceux qui s'intéressent à la littérature du XVIIe siècle : La Bibliothèque française en 1664 (réimprimé en 1667), puis De la connaissance des bons livres en 1671. Il y dresse un panorama de la littérature française et livre ses propres analyses.

### Ouvrages de Charles Sorel

#### Éditions originales
Bibliographie selon Émile Roy :

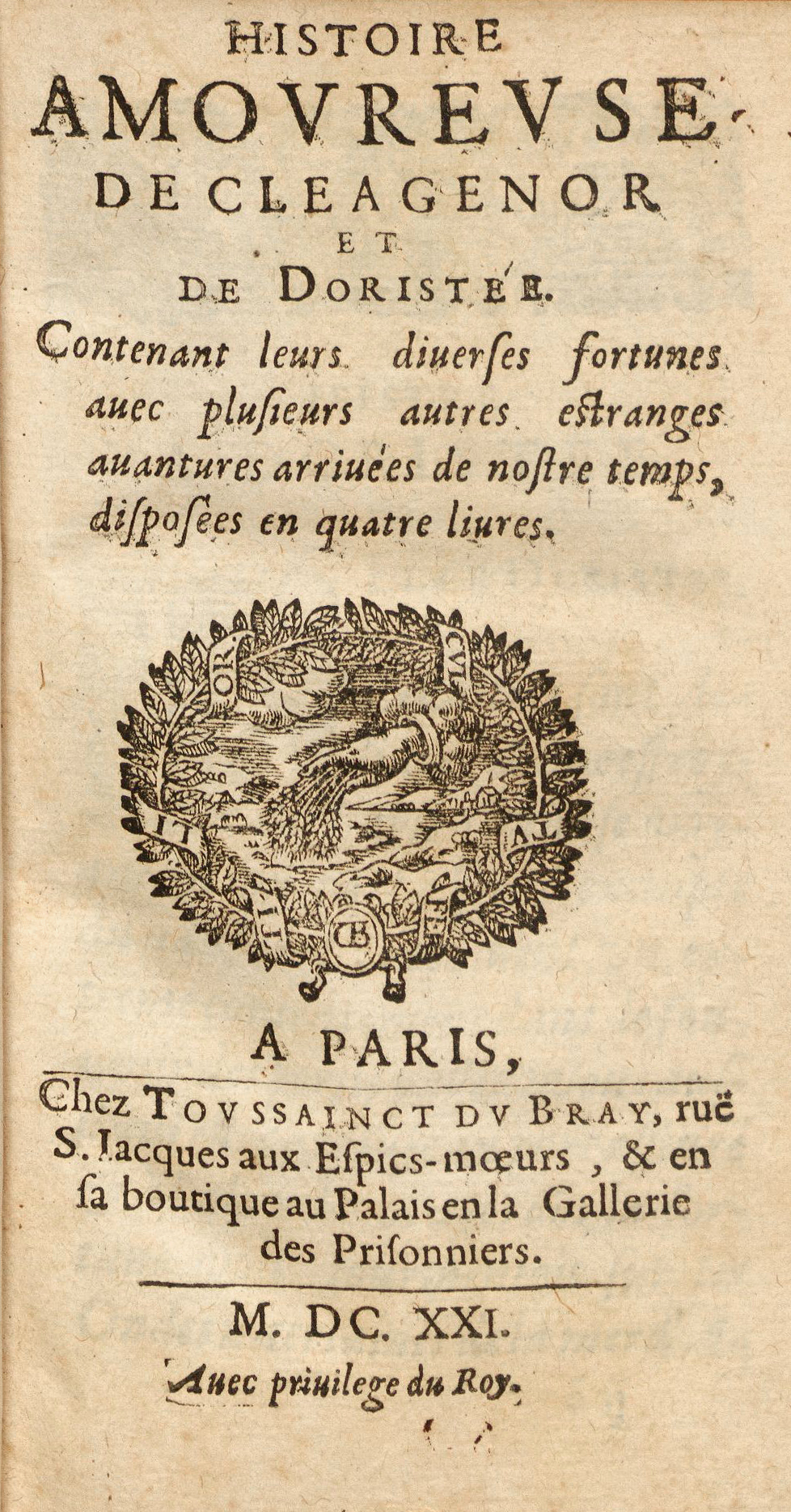
Histoire amoureuse de Cléagenor et de Doristée, 1621

- Histoire amoureuse de Cléagenor et de Doristée. Contenant leurs diverses fortunes avec plusieurs autres estranges avantures arrivées de nostre temps, disposées en quatre livres, Paris, Toussainct Du Bray, 1621.
- Le palais d’Angélie, Paris, Toussainct du Bray, 1622.
- Nouvelles françaises où se trouvent divers effets de l'amour et de la fortune, Paris, Pierre Billaine, 1623.
- L'Histoire comique de Francion, Paris, Pierre Billaine, 1623 (7 livres). Le roman est corrigé et augmenté en 1626 (11 livres), corrigé en 1628, puis, de nouveau augmenté en 1633 (12 livres). Dans cette dernière édition, il est intitulé La vraie histoire comique de Francion et paraît sous le nom de Nicolas de Moulinet, sieur du Parc.
- L'Orphize de Chrysante, Paris, Toussainct Du Bray, 1626.
- Le Berger extravagant, Paris, Toussainct Du Bray, (3 volumes) 1627-1628. Réédition sous le titre d' Anti-Roman en 1633, Paris, Toussainct Du Bray. lire en ligne sur Gallica
- Advertissement sur l’Histoire de la monarchie française, Paris, Claude Morlot, 1628,
- Histoire de la monarchie française où sont descrits les faicts memorables & les vertus heroïques de nos anciens rois, Paris, Claude Morlot, 1629. Deuxième édition : Paris, Louys Boulanger, 1630. lire en ligne sur Gallica
- Suite et conclusion de la Polyxene, François Pomeray et Toussaint Du Bray, 1632. Cf. Gabrielle Verdier, "Sorel et le mystère de la Polyxène" in Charles Sorel Polygraphe, Textes rassemblés par Emmanuel Bury et édités par Eric Van der Schueren, Les Presses de l’Université Laval, 2006.
- Nouveau recueil de Lettres, Harangues, et discours différens, ou il est traité de l'Eloquence Françoise & de plusieurs matieres Politiques & Morales. François Pomeray, 1630. Cf. Olivier Roux, "Réapparition d'un ouvrage égaré" in XVIIe siècle, Presses universitaires de France, no 242, janvier 2009, p. 159-178.
- Pensées chrétiennes sur les commandements de Dieu, Paris, Jean Jost, 1634.
- La vraye suite des adventures de la Polyvene du feu sieur de Moliere, Suivie & concluë sur ses memoires, Paris, Anthoine de Sommaville, 1634.
- Charles Sorel, La science des choses corporelles : Première partie de la science humaine, où l'on connaît la Vérité de toutes les choses du Monde par les forces de la Raison, Paris, Pierre Billaine, 1634 lire en ligne sur Gallica

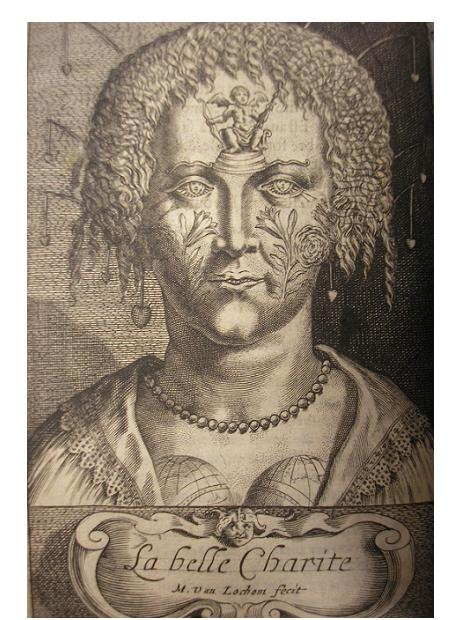
Portrait métaphorique de Charite, extrait du : Berger extravagant (édition de 1627).

- Des Talismans ou Figures faites sous certaines constellations… tiré de la seconde partie de la Science des choses corporelles, par le sieur de l'Isle, Paris, Antoine de Sommaville, 1636.
- La solitude et l’amour philosophique de Cléomède, Premier sujet des Exercices Moraux de M. Ch. Sorel, Conseiller du Roy & Historiographe de France, Paris, Antoine de Sommaville, 1640.
- La défense des Catalans, Paris, Nicolas de Sercy, 1642.
- Remonstrance aux peuples de Flandre. Avec les droicts du Roy sur leurs Provinces, Paris, Nicolas de Sercy, 1642.
- La Fortune de la Cour, ouvrage curieux tiré des Mémoires d'un des principaux Conseillers du duc d'Alençon, frère du Roy Henri III, Paris, Nicolas de Sercy, 1642.
- La Maison des jeux, Paris, Nicolas de Sercy, 1642.
- Les Loix de la Galanterie, in Recueil des pièces les plus agréables de ce temps, Paris, Nicolas de Sercy, 1644. Réédition des Loix de la Galanterie : Aubry, Paris, 1855. Texte en ligne  et

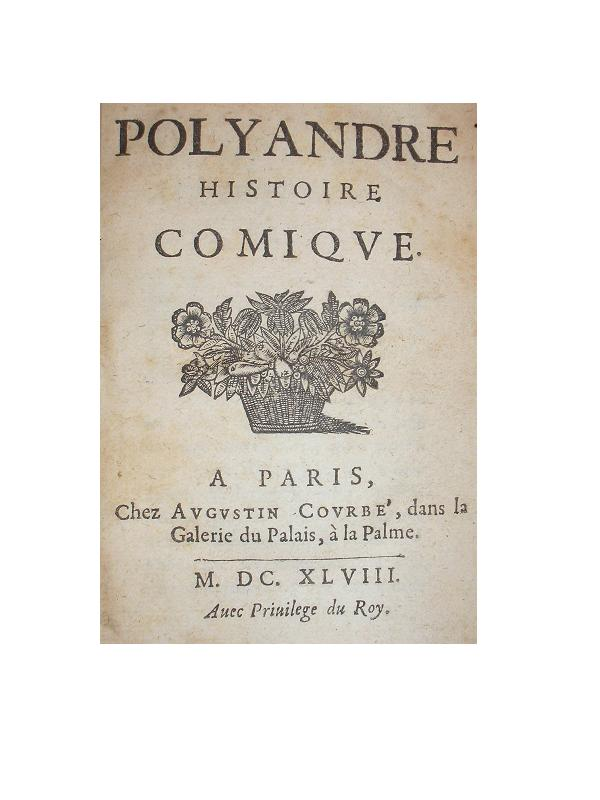
Charles Sorel :
Polyandre (1648)

- Polyandre, Histoire Comique, Paris, Veuve Sercy / Augustin Courbé, 1648. lire en ligne sur Gallica
- Discours sur l'Académie françoise establie pour la correction et l'embellissement du langage, pour sçavoir si elle est de quelque utilité aux particuliers et au public, et où l'on voit les raisons de part et d'autre sans déguisement, Paris, Guillaume de Luyne, 1654.
- De la perfection de l'homme, où les vrays biens sont considérez, et spécialement ceux de l'âme, avec les méthodes des sciences, Paris, Robert de Nain, 1655. lire en ligne sur Gallica
- Description de l'Isle de portraiture et de la ville des portraits, Paris, Charles de Sercy, 1659.
- Relation véritable de ce qui s'est passé au royaume de Sophie, depuis les troubles excités par la rhétorique et l'éloquence. Avec un discours sur la Nouvelle Allégorique, Paris, Charles de Sercy, 1659. lire en ligne sur Gallica
- L'Histoire de la monarchie française sous le règne du roy Louis XIV, contenant tout ce qui s'est passé de plus remarquable entre les couronnes de France et d'Espagne, et autres païs estrangers, Paris, Jean-Baptiste Loyson, 1662.
- Chemin de la fortune ou les bonnes règles de la vie pour acquérir des richesses en toute sorte de conditions et pour obtenir les faveurs de la cour, les honneurs et le crédit, Entretiens d'Ariste sur la vraye science du monde, Paris, Jean-Baptiste Loyson, 1663.
- Œuvres diverses, ou Discours meslez, Paris, Compagnie des libraires du Palais, 1663.
- Charles Sorel, La bibliothèque française, Paris, Compagnie des libraires du Palais, 1667 (lire en ligne)
- Divers traités sur les droits et les prérogatives des Roys de France, Tirez des Memoires Historiques & Politiques De M. C. S. S. D. S. , Paris, Compagnie des Marchands libraires du Palais, 1666.
- Charles Sorel, La science universelle : Tome premier. Contenant les avant-discours touchant les Erreurs des Sciences & leurs Remèdes. Avec le livre I. Livre de l'Etre et des Propriétés des Corps Principaux, qui sont la Terre, l'Eau, l'Air, le Ciel, & les Astres, Paris, Jean Guignard, 1668 (lire en ligne)
- Charles Sorel, La science universelle : Tome second. De l'Etre et des Propriétés des Choses Corporelles Livre II. traitant des Corps Derivez, comme sont les Meteores, les Terres diverses, les Pierres, les Metaux, & les Animaux, Paris, Jean Guignard, 1668 (lire en ligne)
- Charles Sorel, La science universelle : Tome troisième. De l'Usage, & de la Melioration et Perfection ou Imitation des choses Corporelles & des choses Spirituelles, Paris, Jean Guignard, 1668 (lire en ligne)
- Charles Sorel, La science universelle : Tome quatrième. De l'Usage des Idées, ou de l'origine des Sciences & des Arts, & de leur Enchainement. Du Langage, de l'Ecriture, & des Chiffres., Paris, Jean Guignard, 1668 lire en ligne sur Gallica
- De la connoissance des bons livres, ou Examen de plusieurs autheurs, Paris, André Pralard, 1671.
- Les récréations galantes, contenant : Diverses questions plaisantes… le Passe-temps de plusieurs petits jeux ; quelques enseignes en prose ; le Blazon des couleurs ; l'Explication des songes ; et un Traité de la phisionomie, suite et II. partie de la Maison des jeux, Paris, Étienne Loyson, 1671. lire en ligne sur Gallica
- L'histoire des pensées, mêlée de petits jeux, nouvelle galante, Paris, Étienne Loyson, 1671.
- De la prudence ou des bonnes règles de la vie pour l'acquisition, la conservation et l'usage légitime des biens du corps et de la fortune, et des biens de l'âme…, Paris, André Pralard, 1673.

#### Rééditions actuelles
- Histoire comique de Francion (1623-33), in Romanciers du XVIIe siècle, édition établie par Antoine Adam, Gallimard, Pléiade, 1958.
- De la connoissance des bons livres : ou, Examen de plusieurs auteurs, édition de Lucia Moretti Cenerini, Rome, Bulzoni, 1974.
- La Maison des jeux, introduction, commentaire et index par Daniel A. Gajda, Genève, Slatkine Reprints, 1977 [d'après l'éd. de 1657, en fac-similé, 1ère journée seule].
- Histoire comique de Francion (1623), édition de Yves Guiraud, Paris, Flammarion, 1979.
- Histoire comique de Francion (1623), fac-sim. de l'éd. de Paris, P. Billaine, 1623 [Houghton Library GEN *FC6.So683.623h, (préface de Jeroom Vercruysse), Genève, Slatkine, 1982.
- La Sœur jalouse, extraite des Nouvelles françaises a été publiée par Roger Guichemerre dans Dom Carlos et autres nouvelles françaises du XVIIe siècle, folio classique, 1995.
- Histoire comique de Francion (1633), édition de Fausta Garavini, Paris, Folio classique, 1996.
- La defensa de los catalanes, estudio preliminar, traducción y notas de Mª Soledad Arredondo Sirodey, Madrid, Tecnos, Clásicos del Pensamiento, 2001.
- Les Nouvelles choisies, édition de Daniela Dalla Valle, Paris, Honoré Champion, 2005.
- Description de l'Isle de portraiture et de la ville des portraits, édition critique de Martine Debaisieux, Genève, Droz, 2006.
- Polyandre. Histoire comique, édition critique de Patrick Dandrey et Cécile Toublet, Paris, Éditions Klincksieck, 2010.
- L'Anti-Roman, édition critique d'Anne-Élisabeth Spica, Paris, Honoré Champion, 2014.
- La Bibliothèque française, édition de Filippo d'Angelo et al., Paris, Honoré Champion, 2015.
- La Solitude et l’Amour philosophique de Cléomède, édition critique d'Olivier Roux, Paris, Classiques Garnier, 2018.
- La Maison des jeux, édition de Marcella Leopizzi, Paris, Honoré Champion, 2 vol., 2017-2018.
- Les récréations galantes, édition de Marcella Leopizzi, Paris, Honoré Champion, 2020.
- L’Ingratitude punie. Histoire cyprienne où l’on voit les aventures d’Orphize, édition critique de Marcella Leopizzi et Olivier Roux, Paris, Classiques Garnier, 2022.